# Lysis
Pour le philosophe, voir Lysis de Tarente.
Pour les articles homonymes, voir Lysis (homonymie).
Le Lysis (ou Sur l’Amitié, en grec ancien : Λύσις) est un dialogue de Platon. Il appartient à la série dite des « Premiers dialogues », composés à l’époque où l’auteur était encore jeune. 
Ce texte est essentiellement un monologue de Socrate, lequel sait intéresser et captiver son auditoire composé de plusieurs jeunes gens. Si l’on en croit une anecdote rapportée par Diogène Laërce, Platon aurait écrit ce dialogue très tôt, du vivant de Socrate, qui se serait exclamé à la lecture du dialogue : « Que de choses ce jeune homme me fait dire auxquelles je n’ai jamais pensé ! ». Il a vraisemblablement été composé plus tardivement, après le Lachès ou le Charmide, car des éléments fondamentaux du système platonicien y sont déjà perceptibles. 

## Personnages
Tous les personnages sont réels et appartiennent à de grandes familles athéniennes.
- Socrate ;
- Hippothalès : fils d’Hiéronyme, ce jeune garçon, âgé de quinze à dix-huit ans peut-être, se caractérise par le puissant désir qu’il éprouve pour son camarade Lysis, dont il est l'admirateur secret, amant malheureux. Il n'intervient pas, ne dit rien dans la partie principale du dialogue, de peur d’importuner son bien-aimé, et sert au lecteur d’exemple concret au thème de la discussion ;
- Ctésippe : du dème d'Attique de Péanie, c'est un jeune disciple des sophistes, ami d’Hippothalès et cousin de Ménexène. Il manifeste une certaine raillerie condescendante à l’égard des sentiments que ressent son camarade pour Lysis. Ce personnage apparaît également dans l’Euthydème. On sait enfin de lui que, tout comme Ménexène, il assista à la mort de Socrate[2].
- Ménexène : cousin et disciple de Ctésippe, grand ami de Lysis, a la réputation d’un jeune garçon intelligent sachant manier les idées. Il manque encore, en réalité, d’un peu de maturité, et ne sait pas rivaliser avec la dialectique de Socrate ;
- Lysis : Athénien du Ve siècle av. J.-C., jeune garçon charmant, peut-être âgé d’une douzaine d’années ; il semble paré de toutes les vertus physiques et morales ; il est le fils du riche Démocratès, du dème d’Aïxonè[3]. Il n’est connu que par ce dialogue. Il a pour meilleur ami Ménexène.

## Le dialogue: les relations d’amitié
Le Lysis traite des relations qui doivent exister dans l'amitié (philia) pour que l'on puisse parler d'amitié authentique. Ce concept doit cependant s’entendre en son acception grecque, bien plus large que la notion d'amitié : la philia recouvre en effet toutes les formes d’affection bienveillante et réciproque, notamment les relations amicales entre deux personnes, les relations entre citoyens dans le cadre politique ou économique et les relations entre les parents et leurs enfants. Il n’apporte aucune conclusion ferme sur la nature spécifique de ces relations.

### Scène introductive
Alors qu’il passe devant un gymnase à Athènes, Socrate rencontre Hippothalès et Ctésippe, accompagnés de plusieurs autres jeunes gens. Ils participent régulièrement, expliquent-ils, à des discussions dans ce gymnase, en compagnie de maîtres sophistes, et invitent Socrate à se joindre à eux.
Ce dernier remarque immédiatement le trouble visible d’Hippothalès et lui en fait part. Comme il l’avait deviné, le jeune homme est amoureux d’un camarade, dont Socrate apprend qu’il s’appelle Lysis. Ctésippe lui explique, sans ménagement pour son ami, que ce dernier n’a que le nom de son bien-aimé à la bouche et qu'il les importune de ses poèmes : « Pour nous, Socrate, il nous en a rendus sourds ; il ne nous remplit les oreilles que du nom de Lysis ; surtout lorsqu'il est animé par un peu de vin, il nous en étourdit si bien qu'en nous réveillant le lendemain nous croyons entendre encore le nom de Lysis. »
C’est, pense Socrate, une bien mauvaise manière de faire sa cour, car charger de tant d’éloges la personne que l’on désire aura pour seul effet de la rendre plus orgueilleuse et encore moins accessible :
« Ainsi, mon cher, en amour, quiconque est un peu habile n'a garde de célébrer ce qu'il aime avant d'avoir réussi, par une sage méfiance de ce qui peut arriver ; sans compter que d'ordinaire le bien-aimé, quand il se voit célébrer et vanter de la sorte, devient fier et dédaigneux. N'es-tu pas de cet avis ? »
Hippothalès, désireux d’en savoir autant que possible sur la bonne manière d’agir, ne s’oppose pas à ce que Socrate rentre avec eux dans le gymnase pour converser avec Lysis :
SOCRATE : « [...] mais si tu pouvais faire entrer ton cher Lysis en conversation avec moi, peut-être te pourrais-je offrir un exemple du genre d'entretien que tu devrais avoir avec lui, au lieu des hymnes en prose et en vers que tu lui débites, à ce qu'on dit. »
Une fois à l’intérieur du gymnase et afin d’inciter le timide Lysis à les rejoindre et à prendre part à la conversation, Ctésippe va chercher son cousin Ménexène, qui est aussi le meilleur ami de Lysis. Enhardi par cette présence, Lysis se joint au groupe. Hippothalès se place en retrait pour ne pas être vu du jeune garçon.

### Comment parler à l'être aimé
En préambule à la conversation sur l’amitié, Socrate veut discrètement indiquer à Hippothalès la manière dont il convient de rabattre et de restreindre l’amour-propre de celui qu’on aime pour mieux le conquérir.
Il se met donc à questionner Lysis. Il va de soi que les parents de ce dernier lui portent un grand amour et souhaitent de tout cœur son bonheur. Comment, dès lors, expliquer que son père lui interdise de conduire un char lors d’une course alors qu'il le permet à son esclave, ou lui impose l’autorité d’un pédagogue, esclave lui aussi : 
« Mais que leur as-tu donc fait pour qu'ils t'empêchent avec tant de rigueur d'être heureux et de faire ce qu'il te plaît, pour qu'ils te tiennent toute la journée dans la dépendance de quelqu'un, en un mot dans l'impossibilité de faire à peu près rien de ce que tu peux désirer ? »
C’est, répond Lysis, qu’il n’a pas encore l’âge requis pour échapper à toutes ces choses.
Pourtant, réplique Socrate, il est certaines choses que les parents de Lysis lui laissent faire, et même lui font faire en priorité par rapport aux autres personnes du foyer, comme écrire des lettres ou jouer de la lyre. L'âge n'est donc pas une raison. Lysis explique cette différence d’attitude : 
« — C'est, je pense, parce que je sais les unes, et que j'ignore les autres. »
Les personnes savantes, capables ou compétentes se voient volontiers confier les tâches artisanales, économiques ou politiques dans lesquelles elles ont démontré leurs capacités, ce qui leur donne le droit de commander même aux rois, tandis que les ignorants doivent obéir et obéissent volontiers dans les domaines qui ne sont pas de leur compétence ; les premiers s’attachent l’amitié et la confiance de tous, tandis que les seconds ne sont appréciés de personne. L'amitié, que Socrate entend au sens large que la notion de philia possède en grec, est donc, dans ce passage, fondée sur l'utile :
SOCRATE : « Oui, cher Lysis, ainsi vont les choses: dans quelque genre que nous acquérions des talents, tout le monde s'adressera à nous, Grecs et Barbares, hommes et femmes ; tout ce qu'il nous plaira de faire, nous le pourrons, personne ne s'avisera de nous le défendre ; pour tout cela nous serons libres, et même nous commanderons aux autres ; [...] »
« — Si donc tu acquiers des lumières, mon enfant, tout le monde deviendra ton ami et te sera dévoué, car tu seras utile et précieux : dans le cas contraire, personne n'aura d'amitié pour toi, ni tes proches, ni ton père, ni ta mère. »
Si Lysis a toujours besoin d’un maître, c’est qu’il n’est pas encore parfaitement instruit. Et s’il n’est pas encore parfaitement instruit, c’est donc qu’il ne saurait en aucun cas ressentir de la fierté pour lui-même. Lysis ayant donné son assentiment à cette conclusion de Socrate, ce dernier a ainsi montré à Hippothalès, comme il se le proposait, comment il faut parler avec ceux qu'on aime : en s'efforçant de les rendre humbles plutôt qu'en les louant immodérément par des poèmes.

### L’«ami» est celui qui aime, celui qui est aimé, ou les deux

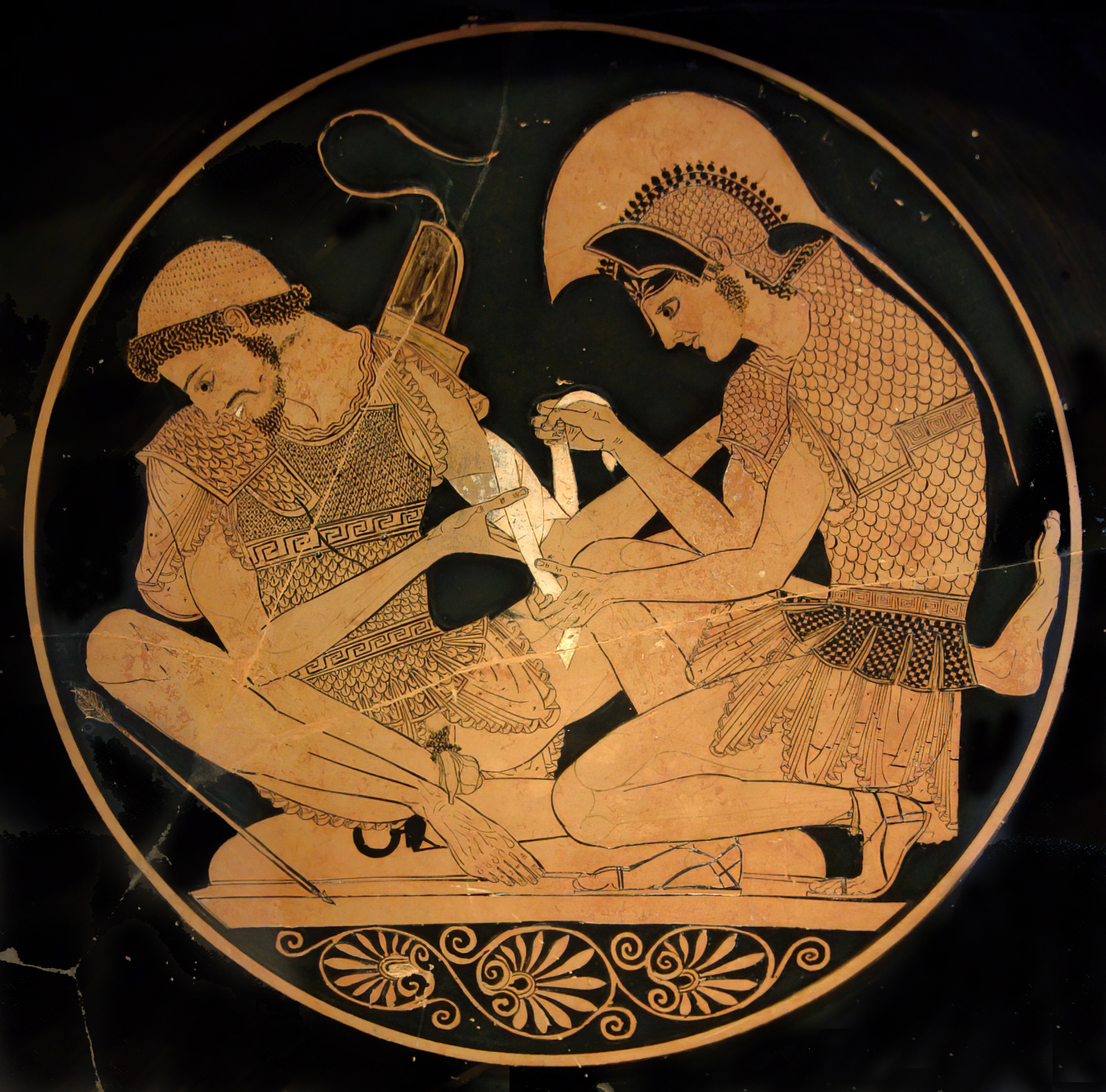
Achille pansant Patrocle.

#### Socrate en appelle à l’expérience de Ménexène
Ceci ayant été convenu, Lysis prie Socrate de bien vouloir s’entretenir avec Ménexène, qui sait selon lui parler avec élégance sur de nombreux sujets.
Socrate commence par avouer son désir de faire un jour la connaissance d’un véritable ami, ce qui n’est jusqu’alors jamais arrivé :
« [...] Ce que je désire avec passion c'est de posséder des amis : un bon ami serait plus précieux pour moi que la meilleure caille, le meilleur coq qui soit au monde, même que quelque cheval et quelque chien qu'on me proposât : oui, par le chien, je crois même que j'irais jusqu'à préférer, et de beaucoup, un ami à tout le trésor de Darius, quand on y ajouterait encore Darius en personne, tant je suis amateur passionné de l'amitié ».
Il complimente alors Ménexène sur la belle amitié qu’il entretient avec Lysis et l'interroge afin de l’éclairer de sa visible expérience en la matière 
« Pour moi, je suis si éloigné d'avoir fait une telle acquisition, que j'ignore même la manière dont on acquiert un ami, et c'est justement ce dont je voulais m'informer à toi, comme étant bien au fait. »

#### L’ami n’est ni celui qui aime, ni celui qui est aimé, ni celui réunissant les deux conditions
La question, poursuit Socrate, se pose en ces termes : il souhaiterait d’abord savoir, quand un homme en aime un autre, lequel des deux est l’« ami ». Socrate demande si c’est celui qui aime, celui qui est aimé ou encore les deux à la fois, et Ménexène est tenté de répondre que les deux personnes sont amis, dès lors qu'un homme en aime un autre. Mais Socrate lui objecte qu’un homme en aimant un autre peut ne pas être payé en retour, ou même être haï par celui qu’il aime. Dans ce cas, au contraire, ni l’un ni l’autre ne semblent pouvoir être qualifiés d’amis. Ainsi :
Si l'ami est l'amant, il peut être l'ami de son ennemi ;
Si l'ami est l'aimé, il peut être l'ami de celui qu'il hait.
Ayant apparemment réfuté toutes les possibilités du rapport amant/aimé (mais en ignorant en réalité le cas de l'amour réciproque), Socrate fait part de son embarras, car l’ami, semble-t-il, n’est ni celui qui aime, ni celui qui est aimé, ni même celui qui tout ensemble aime et est aimé :
« Comment donc ferons-nous si l'ami n'est ni l'aimant, ni l'aimé, ni même celui qui est à la fois l'un et l'autre ? Faut-il supposer un autre rapport dans lequel on peut devenir réciproquement amis ? »

### L'amitié en tant que rapport entre semblables ou entre opposés

#### L’amitié peut naître entre deux personnes semblables
Reconnaissant que la discussion s’est engagée sur de mauvaises bases, Socrate reprend la recherche depuis le début par une autre question, destinée cette fois à Lysis, quant à savoir s'il est vrai que l’amitié ne peut naître qu’entre deux personnes semblables. Socrate rappelle que c’est ce que semble avoir pensé Homère lorsqu’il a écrit :
Un Dieu conduit toujours le semblable vers son semblable. (Odyssée, XVII, 218)
Au mieux, une telle idée n’est vraie qu’en partie : on peut en effet difficilement concevoir qu’un homme méchant se lie d’amitié avec un autre homme méchant, la méchanceté rejetant par nature toute forme d’amitié. Mais cette thèse ne trouve pas non plus d’application pour les hommes de bien : un homme parfaitement bon se suffit à lui-même et n’a pas besoin de l’amitié d’autres hommes bons. 
Plus généralement, on peut donc dire que le semblable n’a pas besoin du semblable, et que la ressemblance empêche la naissance de l’amitié au lieu de l’encourager, comme le prouve cette citation d’Hésiode :
Le potier en veut au potier, l'aède à l'aède,
Et le mendiant au mendiant.

#### La naissance de l’amitié entre deux personnes contraires
Se demandant si à l’inverse, l’amitié ne peut apparaître qu’entre des personnes n’ayant rien en commun, Socrate rappelle ici les idées d’Héraclite, selon lequel chacun désire son contraire : « C’est ainsi que le sec désire l’humide, le froid le chaud, l’amer le doux, l’aigu l’obtus, le vide le plein, le plein le vide, et ainsi du reste ». Toutefois il est évident que de nombreux types de contraires sont impossibles à unir : l’amitié et la haine, le juste et l’injuste, le bon et le mauvais et ainsi de suite. Cette seconde idée est par conséquent tout aussi fausse que la première.

### La thèse de Socrate: l’amitié est le rapport d’un être imparfait à un être bon
Pour sortir de toutes les contradictions s’accumulant depuis le début du dialogue, Socrate soumet à son jeune public sa propre théorie.
Pour ce faire, il établit tout d’abord une distinction entre les trois concepts du bon, du mauvais et du ni bon ni mauvais. Comme convenu précédemment, le bon se suffit à lui-même et ne peut donc prendre l’initiative d’une relation amicale. Il en est de même du mauvais, dont la méchanceté exclut toute forme d’amitié.
Reste le ni bon ni mauvais. Il ne peut être ami de ce qui lui ressemble, l’amitié ne pouvant naître entre deux êtres semblables, tout comme il ne peut être l’ami du mauvais. La seule combinaison valable est donc que l’amitié peut être ressentie par le ni bon ni mauvais pour le bon.
Le corps, par exemple, qui n’est en soi ni bon ni mauvais, aime la médecine, qui est un bien, à cause du danger que représente la maladie, qui est un mal. De même un disciple aime le savoir dispensé par son maître, qui est un bien, par peur de l’ignorance, qui est un mal.
Socrate en tire ainsi la conclusion que ce qui n’est ni bon ni mauvais aime le bon, à cause de la présence du mal. Bref, l’amitié serait ce qui caractérise le rapport existant entre un être imparfait, ni bon ni mauvais, et un être bon :
« Nous avons donc, repris-je, Lysis et Ménexène, découvert d'une manière certaine ce qui est ami et ce qui ne l'est pas : nous disons que, soit relativement à l'âme, soit relativement au corps, et partout, en un mot, ce qui n'est ni bon ni mauvais est ami du bon à cause de la présence du mal. »
Par contre, cette hypothèse revient à la même qui avait été réfutée précédemment, car comment l'être bon pourrait-il être attiré par le mal? Cela revient à l'écueil précédent : que le juste est ami de l'injuste, le modéré du débauché, ce qui est contradictoire.

### Le premier objet de l’amitié
Mais Socrate veut aller plus loin que cette première définition, en démontrant que les choses ou les personnes faisant l’objet d’un sentiment d’amitié ne sont pas aimées pour elles-mêmes, mais pour autre chose, laquelle est aussi aimée pour autre chose, et ainsi de suite jusqu’à parvenir au principe premier, au premier objet de l’amitié.
Le médecin, par exemple, n’est pas aimé pour lui-même mais pour la santé qu’il procure. La santé, quant à elle, n’est pas aimé pour elle-même mais pour le bien-être général auquel elle contribue, et ainsi de suite. En continuant sur cette voie, affirme Socrate, nous pourrions arriver à un principe premier qui ne nous renverra plus à un autre objet aimé, mais qui sera aimé pour lui-même. Toutefois il garde le silence sur la nature de ce premier objet de l’amitié.

### Conclusion: Socrate réfute sa propre thèse
Alors que la fin de la conversation approche, Socrate fait part des doutes qui l’assaillent soudain à propos de la validité de la définition qu’il a donnée de l’amitié.
Il lui apparaît en effet que la crainte du mal n’est pas la seule raison pour laquelle le ni bon ni mauvais peut ressentir de l’amitié : si le mal était aboli, l’amitié disparaîtrait alors de la même façon, devenue inutile. Mais les désirs, qui ne s’appuient pas sur la crainte du mal, eux, subsisteraient. Et comme celui qui désire aime forcément l’objet de ses désirs, l’amitié subsisterait aussi, malgré la disparition du mal. Bref la définition est mauvaise, et ne recouvre pas tous les cas où peut naître l’amitié.
Socrate allait reprendre la discussion lorsque les pédagogues de Lysis et de Ménexène viennent les chercher, ce qui met fin à la discussion sans qu’elle ait abouti.

## Portée philosophique
Le Lysis est le premier dialogue de Platon proposant une ébauche de la théorie des Idées telle qu’elle est exposée dans le Banquet et dans La République. On peut en effet présumer que derrière le principe premier de l’amitié, se cache en réalité le Bien absolu, c’est-à-dire l’Idée du Bien. Dans la convenance nécessaire à l’amitié, pour qu’il y ait analogie et non identité, il faut qu’il y ait à la fois de l’absolu et du relatif. Ce qui éveille l’amitié d’un être bon, mais dont la bonté n’est pas absolue, c'est le bien ; ainsi, cet être est capable de sentir ce qui lui manque et de le désirer.  
Il s’agit aussi, par excellence, d’un dialogue anatreptique où le but de l’auteur est de renverser les opinions couramment admises sur un sujet, sans nécessairement proposer une solution, ce qu’il se réserve de faire dans des textes ultérieurs.